# Drosophila wangi
Drosophila wangi är en tvåvingeart som beskrevs av Masanori Joseph Toda och Zhang 1995. Drosophila wangi ingår i släktet Drosophila och familjen daggflugor.
Artens utbredningsområde är provinsen Sichuan i Kina.